# 韋爾希夫齊 (捷爾諾波爾州)
49°15′47″N 25°57′8″E / 49.26306°N 25.95222°E

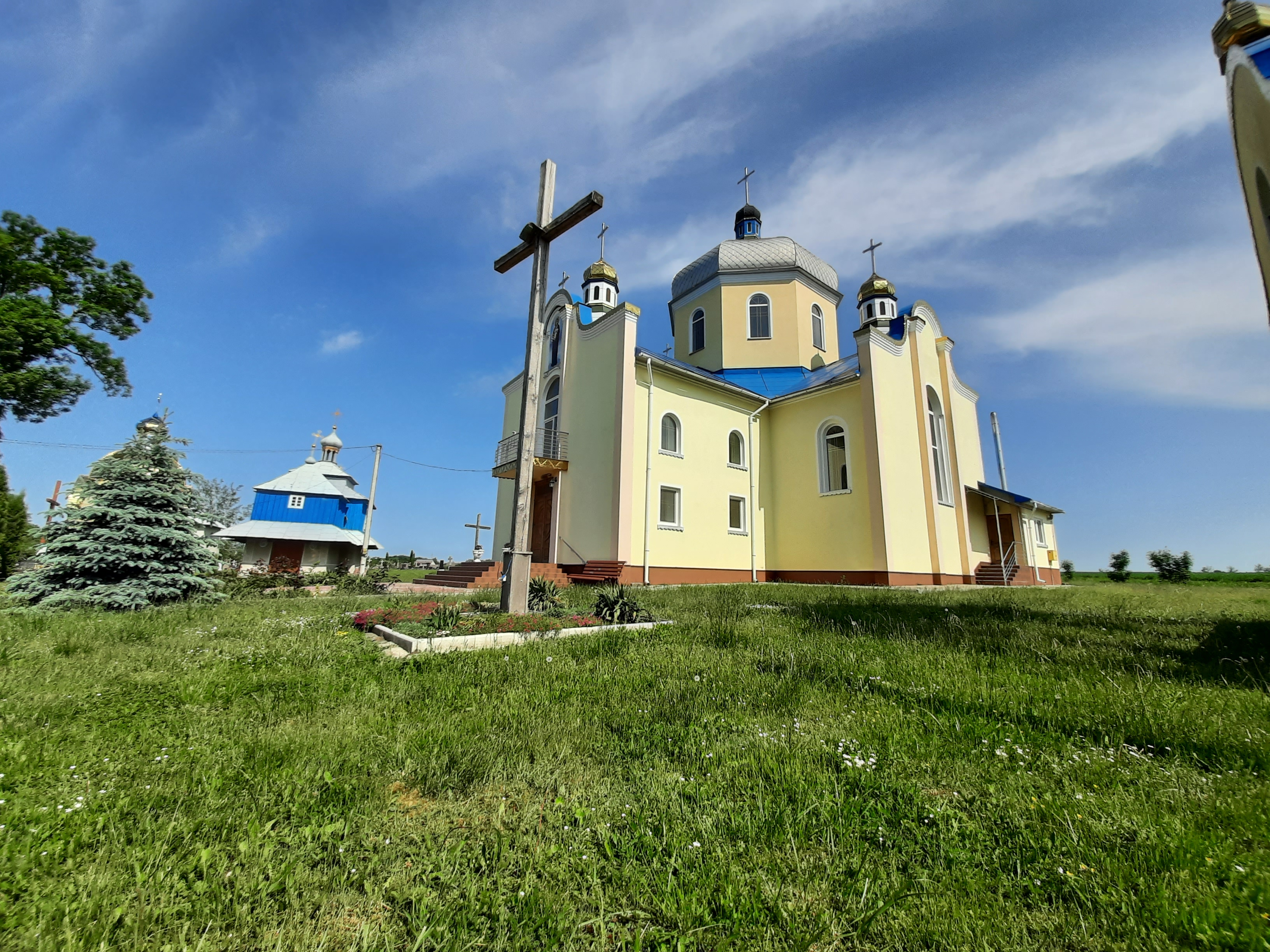
教堂

韋爾希夫齊（羅馬化：Verkhivtsi）是烏克蘭的村落，位於該國西部捷爾諾波爾州，由喬爾特基夫區霍羅斯特基夫市鎮負責管轄，處於斯塔夫河畔，距離克柳溫齊和佩雷米利夫0.5公里，始建於1344年，面積1.19平方公里，2001年人口448。